# Olaf Jacobsen (Autor)
Olaf Jacobsen (* 11. Juni 1967 in Neumünster) ist ein deutscher Autor und Musiker.

## Leben
Olaf Jacobsen wurde 1967 in Schleswig-Holstein geboren und war in seiner Jugend bereits musikalisch. Nach dem Abitur zog er 1989 nach Baden-Württemberg und begann ein Studium „Künstlerisches Lehramt an Gymnasien“ an der Staatlichen Hochschule für Musik und Universität Karlsruhe mit den Fächern Musik (Klavier, Gesang, Dirigieren) und Mathematik. Er leitete verschiedene Chöre. 1996 begann er das Buch „Nichts ist All-ein, Alles ist in Resonanz“ zu schreiben. Er lernte das „Familien-Stellen nach Bert Hellinger“ und die „Kinesiologie“ kennen. Ab 1997 arbeitete er als Klavier- und Gesangspädagoge und entschied sich zur Exmatrikulation an der Uni Karlsruhe. Er absolvierte die Ausbildung zum „Musik-Kinesiologen“ und „Touch-For-Health-Practitioner“. 2000 gründete er den „Olaf Jacobsen Verlag“. Ab 2002 begann er mit dem Leiten erster Aufstellungsworkshops und gründete 2003 die Freien Systemischen Aufstellungen. 2007 veröffentlichte er sein bekanntestes Buch „Ich stehe nicht mehr zur Verfügung“ im Windpferd-Verlag. 2010 veröffentlichte er das Nachfolgebuch, „Ich stehe nicht mehr zur Verfügung - Die Folgen. Mit Kritik ausgeglichen und liebevoll umgehen.“ 2012 erschien von ihm im Kamphausen-Verlag das Grundlagenbuch über Freie Systemische Aufstellungen mit dem Titel „Das fühlt sich richtig gut an!“

## Arbeit
Olaf Jacobsen schreibt Lebenshilferatgeber, arbeitet als Coach und als Organisator der von ihm begründeten Freien Systemischen Aufstellungen. Diese unterscheiden sich im Wesentlichen von der herkömmlichen Familienaufstellung dadurch, dass die Teilnehmer ihre Aufstellung autonom und frei ohne therapeutische Anleitung durchführen.
In seinen Büchern stellt er dar, wie durch emotionale Übertragung belastende und andere Gefühle auf den Menschen wirken können. Er zeigt Praktiken auf, sich von diesen Übertragungen frei zu machen.
Jacobsens Werk Ich stehe nicht mehr zur Verfügung stieg im Mai 2008 bis auf Platz 5 der Focus Online Bestsellerliste und erreichte insgesamt Platz 13 der Jahresbestsellerliste.

## Publikationen (Auswahl)
- Die Vollkommenheit des Universums. (Das) Nichts ist All-ein / Alles ist in Resonanz. Olaf Jacobsen Verlag, 2001, ISBN 978-3-936116-03-8 (256 S.).
- Das freie Aufstellen - Gruppendynamik als Spiegel der Seele. Eine Einführung in eine freie Form der Systemischen Aufstellungen. Olaf Jacobsen Verlag, 2003, ISBN 978-3-936116-61-8 (214 S.).
- So, jetzt ist aber genug! Die Geburt einer Weltformel. Olaf Jacobsen Verlag, 2006, ISBN 978-3-936116-01-4 (256 S.).
- Bewegungen in neue Gleichgewichte. Bewegende Sichtweisen für unseren Alltag. Olaf Jacobsen Verlag, 2006, ISBN 978-3-936116-02-1 (288 S.).
- Ich stehe nicht mehr zur Verfügung. Wie Sie sich von belastenden Gefühlen befreien und Beziehungen völlig neu erleben. Windpferd Verlag, 2007, ISBN 978-3-89385-538-4 (261 S.).
- Ich stehe nicht mehr zur Verfügung – Die Folgen. Mit Kritik ausgeglichen und liebevoll umgehen. Windpferd Verlag, 2010, ISBN 978-3-89385-621-3 (360 S.).
- Ich stelle selbst auf. Wie Sie Ihre Selbstheilungskräfte durch Freies Aufstellen aktivieren. Olaf Jacobsen Verlag, 2011, ISBN 978-3-936116-62-5 (254 S.).
- Das fühlt sich richtig gut an! Gefühle erforschen, Klarheit gewinnen und den Alltag befreit leben. Kamphausen Verlag, 2012, ISBN 978-3-89901-572-0 (256 S.).
- Der lebendige Spiegel im Menschen. In Resonanz lernen-lösen-leben-lieben. Olaf Jacobsen Verlag, 2014, ISBN 978-3-936116-04-5 (320 S.).
- Meine Eltern sind schuld. Was unsere Eltern falsch gemacht haben und immer noch falsch machen. Olaf Jacobsen Verlag, 2014, ISBN 978-3-936116-06-9 (190 S.).
- Die Kriegs-Trance. Warum wir fast alle betroffen sind und wie wir daraus aufwachen. Olaf Jacobsen Verlag, 2016, ISBN 978-3-936116-05-2 (256 S.).
- Hilfe! Ich stehe unbewusst zur Verfügung. Unbewusste Beeinflussungen aufdecken für ein unabhängiges Leben. Olaf Jacobsen Verlag, 2016, ISBN 978-3-936116-07-6 (424 S.).
- Das trifft sich gut. Ein Schlaganfall, seine dramatischen Folgen und wie er zum wundervollen Geschenk wurde. Olaf Jacobsen Verlag, 2017, ISBN 978-3-936116-08-3 (340 S.).
- Der Mann, der sich glücklich weinte. Tränen-Yoga befreit das Gehirn, das Menschsein und die Gesellschaft. Olaf Jacobsen Verlag, 2019, ISBN 978-3-936116-30-4 (56 S.).